# Interférence par une couche mince
 (janvier 2014).
Si vous disposez d'ouvrages ou d'articles de référence ou si vous connaissez des sites web de qualité traitant du thème abordé ici, merci de compléter l'article en donnant les références utiles à sa vérifiabilité et en les liant à la section « Notes et références ».

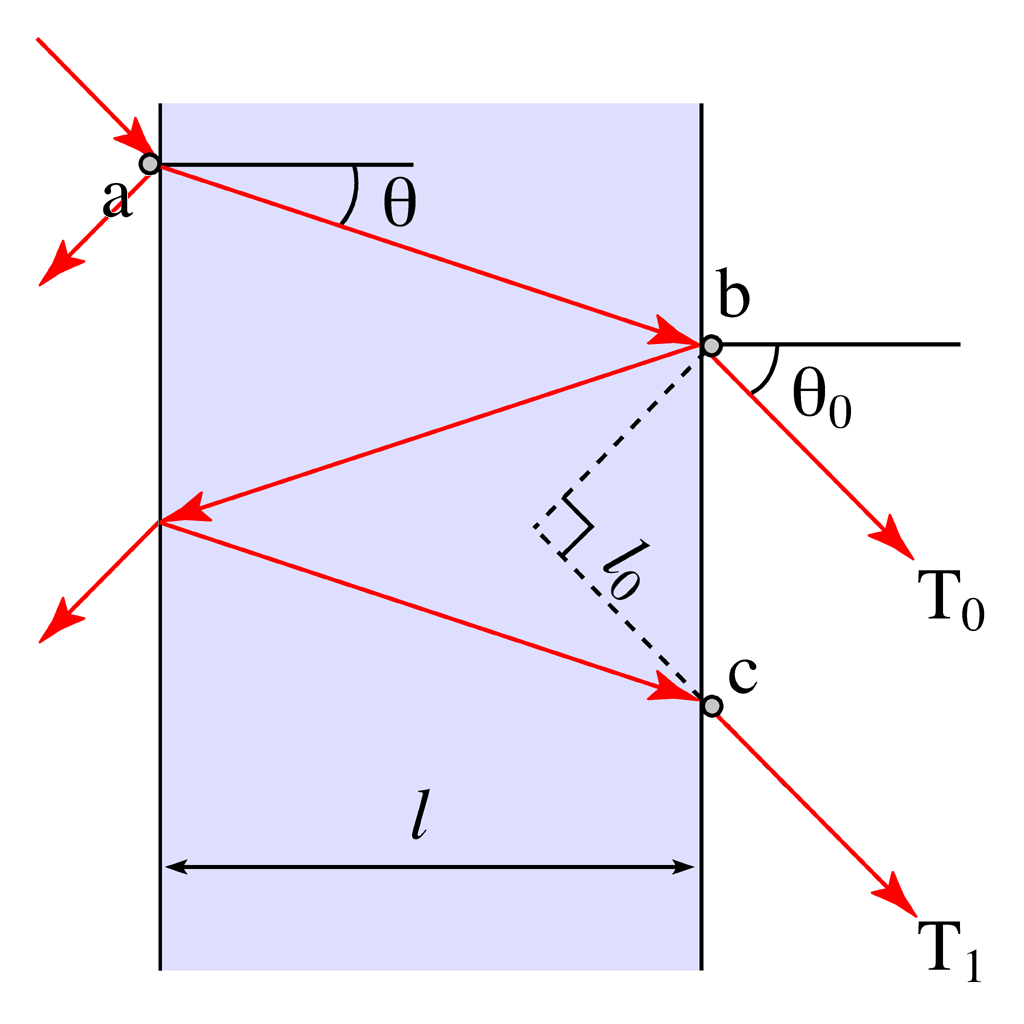
Trajet des rayons lumineux

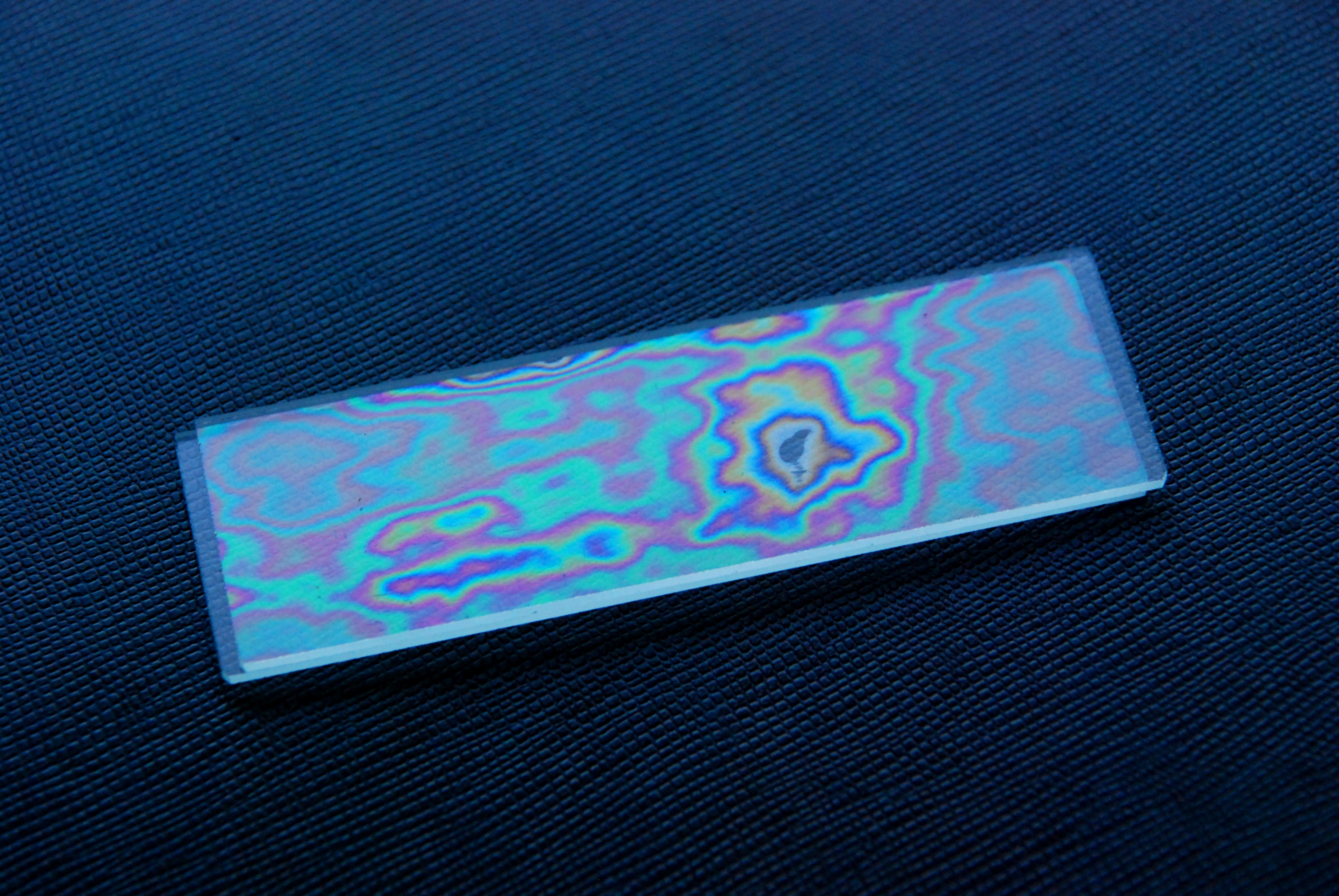
Figure d'interférences d'une couche mince d'air entre deux lames d'un microscope.

Lorsqu'une couche mince aux parois semi-réfléchissantes est éclairée en lumière monochromatique parallèle, les rayons issus de la couche sont déphasés entre eux, puisque certains, en rebondissant à l'intérieur, ont pris du retard sur les autres, comme l'illustre le schéma ci-contre.
Si la lumière incidente arrive avec un angle {\displaystyle \theta _{0}}, elle est réfractée avec un angle {\displaystyle \theta _{1}}, avec {\displaystyle sin\theta _{0}=nsin\theta _{1}} d'après la loi de Snell-Descartes, où {\displaystyle n} est l'indice de réfraction de la couche mince d'épaisseur {\displaystyle e} . On peut alors exprimer la différence de marche {\displaystyle \delta } entre un rayon qui sort de la couche et un autre rayon qui est réfléchi une fois de plus :
{\displaystyle \delta ={\frac {2ne}{\cos \theta }}-2e\sin \theta _{0}\tan \theta }
Et donc en utilisant la relation de Snell-Descartes :
{\displaystyle \delta ={\frac {2ne}{\cos \theta }}-2ne\sin \theta \tan \theta ={\frac {2ne}{\cos \theta }}(1-\sin ^{2}\theta )=2ne\cos \theta }
(Ce qui correspond à un déphasage {\displaystyle \Delta \phi ={\frac {2\pi }{\lambda }}\delta }.)
Ces deux rayons parallèles peuvent être amenés à interférer si on place une lentille convergente à la sortie de la couche mince. Les interférences sont observées sur un écran placé au plan focal de la lentille. Par principe de superposition l'amplitude résultante est alors la somme des deux amplitudes. Les maxima d'intensité correspondent à un ordre d'interférence entier, c'est-à-dire à {\displaystyle 2ne\cos \theta =p\lambda ,p\in \mathbb {N} }.
Remarque : on a traité ici le cas où la source de lumière et l'observateur sont situés de part et d'autre de la couche mince. Si on se place au contraire du même côté de la couche que la source, c'est-à-dire que les deux rayons lumineux qui interfèrent sont d'une part un rayon qui se réfléchit directement à l'extérieur de la couche, et d'autre part un rayon qui se réfléchit une fois, alors il faut ajouter un déphasage de {\displaystyle \pi }, dû à la réflexion.